# Förbundsdagsvalet i Västtyskland 1976
Förbundsdagsvalet i Västtyskland 1976 ägde rum den 3 oktober 1976 och var det första förbundsdagsvalet efter Willy Brandts avgång 1974 och därmed det första valet som förbundskansler för Helmut Schmidt. Kandidat för CDU/CSU var Helmut Kohl. Koalitionen SPD/FDP satt kvar trots att unionspartierna CDU/CSU erhöll drygt 48% av rösterna.

## Resultat
|  |

|  |

|  |

|  |

|  |

|  |

|  |

|  |

|  |

|  |

|  |

|  |

|  |

|  |

|  |

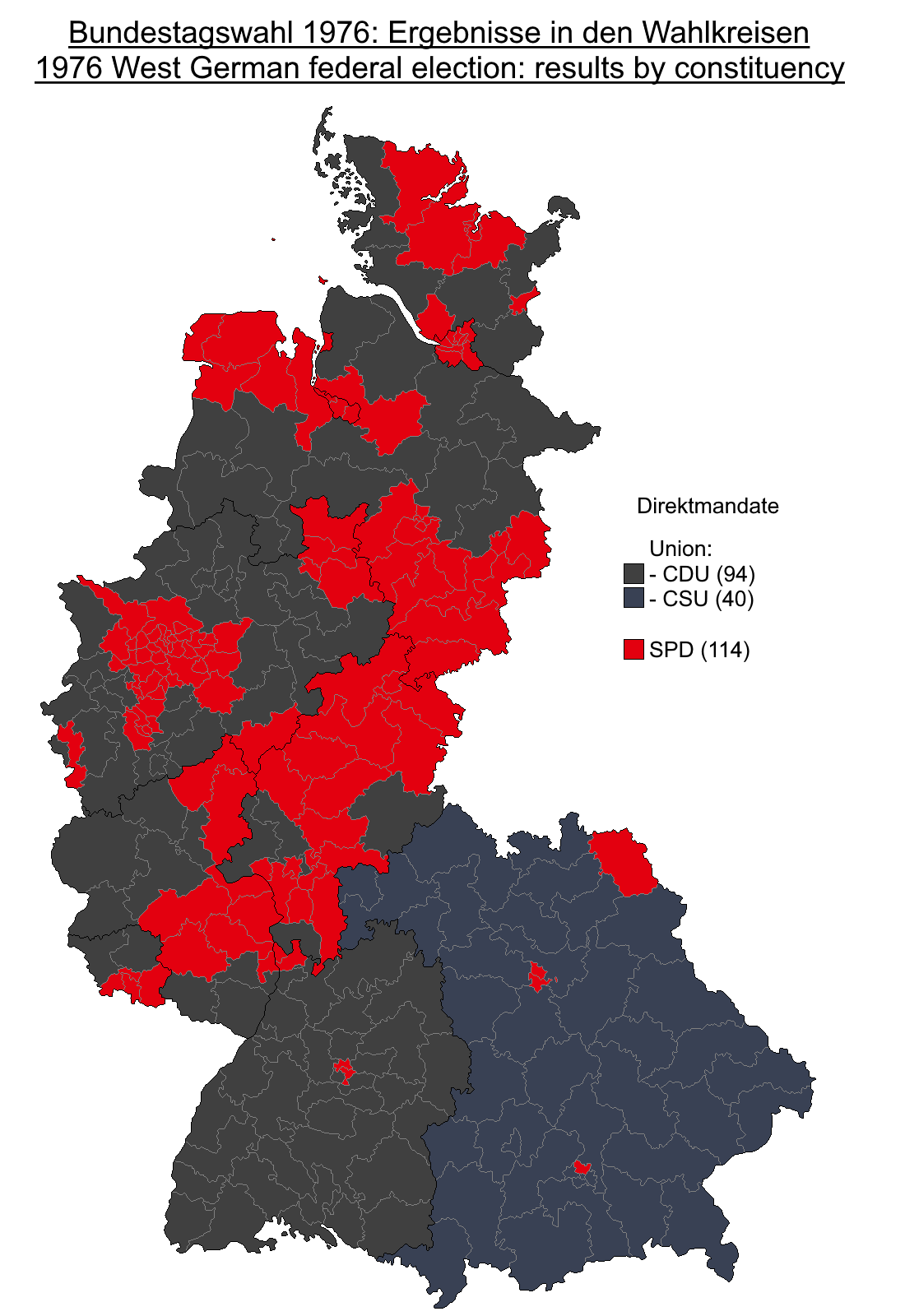
Valkretsresultat för förstarösterna

Antal platser i förbundsdagen och andel röster.  Regeringspartiernas namn står i fetstil.